# Kirejewsk
Kirejewsk (russisch Кире́евск) ist eine Stadt in Russland mit 25.557 Einwohnern (Stand 14. Oktober 2010). Sie liegt in der Oblast Tula, knapp 40 km in südöstlicher Richtung von  der Gebietshauptstadt Tula entfernt.

## Geschichte
Bekannt ist der Ort seit der zweiten Hälfte des 18. Jahrhunderts. Er wurde von Kosaken als Dorf Kirejewskaja gegründet. Im 19. Jahrhundert begann die industrielle Förderung des Eisenerzvorkommens in der Umgebung des Dorfes, wobei das Eisen vor allem an die Tulaer Waffenfabrik geliefert wurde. In den 1920er-Jahren wurden nahe Kirejewsk Braunkohlelagerstätten erschlossen. Dies führte zu einer Ausdehnung des Ortes durch zugezogene Bergarbeiter. 1956 erhielt Kirejewsk den Stadtstatus.

### Bevölkerungsentwicklung
| Jahr | Einwohner |
| ---- | --------- |
| 1939 | 7.205     |
| 1959 | 17.860    |
| 1970 | 21.251    |
| 1979 | 27.149    |
| 1989 | 30.503    |
| 2002 | 26.284    |
| 2010 | 25.557    |

Anmerkung: Volkszählungsdaten

## Wirtschaft und Verkehr
In der Stadt gibt es heute mehrere Industriebetriebe, darunter ein Metallverarbeitungs-, ein Chemiewerk, eine Möbelfabrik und mehrere Nahrungsmittel- und Textilfabriken. Die Hauptwirtschaftszweige in der näheren Umgebung sind Braunkohleabbau sowie Landwirtschaft. Etwa zehn Kilometer östlich der Stadt verläuft die Fernstraße M4. Der nächste Bahnhof befindet sich in der Stadt Uslowaja 20 km östlich von Kirejewsk.

## Söhne und Töchter der Stadt
- Irina Solowjowa (* 1937), Kosmonautenanwärterin